# Jakupica
Jakupica (mak. Јакупица ili Мокра Планина) šumoviti je planinski masiv i planina u središnjoj Sjevernoj Makedoniji, građena od gnajsa i kristalastih škriljevaca.
Brojni vrhovi ove planine su iznad 2000 metara. Najveći je Solunska Glava (2540 m), a ostali su: Karadžica (2473 m), Popovo Brdo (2380 m), Oštar Breg (2365 m), Ubava (2353 m), Oštar Vrv (2275 m) i Dautica (2178 m). 
Brojni su tragovi pleistocenske glacijacije u vidu polukružnih cirkova ili krnica (Salakovski ezera kod vrha Ubava) i morena. Cijeli kraj ispresijecan je i mnogim planinskim potocima, a po ljepoti ističu se slapovi na rijeci Babuni ispod Solunske glave, u kojoj je pronađeno 15 vrsta Trichoptera, a Rhyacophila loxias Schmid i Rhyacophila armeniaca Guer, nove su u fauni Makedonije. Sa Solunske glave pruža se pogled na brojne druge planine.
Flora i fauna veoma su raznolike. Planinsko stanovništvo pretežito se bavi stočarstvom (ovčarstvom). Na Jakupici se nalaze i 4 planinarske kuće: Čeples na 1450 m, Karadžica, Begovo i Breza.